# آرشي جلان
آرشي جلان (بالإنجليزية: Archie Glen)‏ (16 أبريل 1929 في المملكة المتحدة - 30 أغسطس 1998) هو لاعب كرة قدم بريطاني في مركز الوسط. شارك مع منتخب اسكتلندا لكرة القدم. أما مع النوادي، فقد لعب مع نادي أبردين ورابطة كرة القدم الاسكتلندية الحادية عشر ‏.

## وصلات خارجية
- آرشي جلان على موقع الاتحاد الإسكتلندي (الإنجليزية)
- آرشي جلان على موقع قاعدة بيانات كرة القدم.إي يو (الإنجليزية)